# Vaccinium pseudocaracasanum
Vaccinium pseudocaracasanum är en ljungväxtart som beskrevs av Herman Otto Sleumer. Vaccinium pseudocaracasanum ingår i Blåbärssläktet, och familjen ljungväxter. Inga underarter finns listade i Catalogue of Life.